# Gassman-Oxindol-Synthese
Die Gassman-Oxindol-Synthese ist eine Variante der Gassman-Reaktion, die zu substituierten oder unsubstituierten Oxindolen führt. Sie wurde erstmals 1973 von Paul G. Gassman veröffentlicht.
Anilin oder mono-N-alkylierte Aniline werden in einer ersten Stufe mit tert-Butylhypochlorit zum entsprechenden N-Chloranilin umgesetzt, das wiederum mit einem β-Methylthioester umgesetzt wird. Zugabe eine Base, beispielsweise Triethylamin, führt zu einer sigmatropen Umlagerung und das entstandene Zwischenprodukt kann durch Zugabe von Säure zum gewünschten Oxindol cyclisiert werden. Die ganze Synthese kann als Eintopfreaktion ohne Isolation der Zwischenprodukte durchgeführt werden. Der Thioether kann durch Hydrogenolyse, zum Beispiel mit Raney-Nickel, einfach entfernt werden.